# Ngựa Pottok

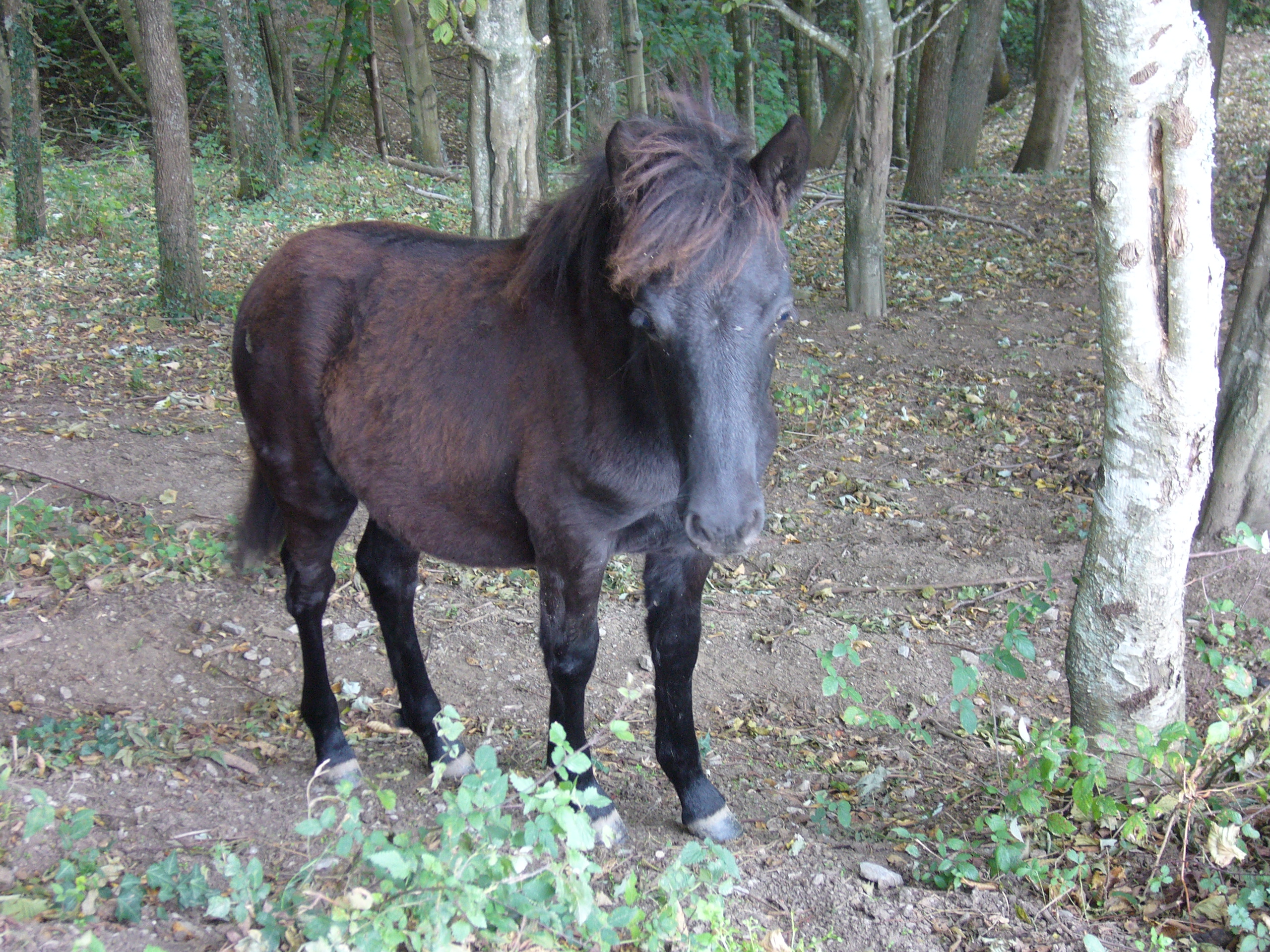
Một con ngựa hoang Pottoka

Ngựa Pottok hoặc ngựa Pottoka là một giống ngựa có nguồn gốc từ vùng Pyrenees của xứ Basque ở Pháp và Tây Ban Nha. Chúng là giống ngựa nguy cơ tuyệt chủng, đây là giống ngựa bán hoang dã bản địa của Pyrenees. Nó được coi là một giống cổ của con ngựa, đặc biệt thích nghi với vùng núi khắc nghiệt theo truyền thống nơi sinh sống. Khi phổ biến, nó đang bị đe dọa qua mất môi trường sống, cơ giới hóa và lai tạo nhưng những nỗ lực đang ngày càng được thực hiện để đảm bảo tương lai của giống này.
Nó được coi là biểu tượng của người dân xứ Basque. Pottoka là tên ngôn ngữ Basque cho con ngựa này, cả hai phía bắc và phía nam của ngọn núi. Trong vùng thượng Navarrese, potto và pottoka là những thuật ngữ chung cho ngựa trẻ trong khi ở Lapurdian và Hạ Navarrese ý nghĩa của pottoka là "ngựa". Cuối cùng tên được liên kết với các từ như pottolo "mũm mĩm, mập". Trong các nguồn Pháp, chính tả Pottok chiếm ưu thế. Trong tiếng Anh, cả hai Pottoka và Pottok đang gặp phải 

## Lịch sử
Nhiều ý kiến tồn tại về nguồn gốc của các con ngựa Pottok. Nó được coi là cộng đồng đã sống trong khu vực ít nhất là vài ngàn năm. Nó hiển thị các dấu hiệu của sự cô lập gen và di truyền là gần giống như ngựa Asturcón, các con ngựa Losino, các con ngựa Galician, ngựa Landais, và những con ngựa Monchino. Các thử nghiệm đã cho thấy sự khác biệt đáng kể giữa các quần thể di truyền trong Basque Bắc và xứ Basque miền Nam, khiến một số người coi chúng là giống riêng biệt.
Một số cho nguồn gốc của Pottok lấy được từ những con ngựa trên bức tranh hang động cổ xưa trong khu vực và do đó yêu cầu phải hạ xuống từ những con ngựa Magdaléni từ 14,000-7000 BC. Nghiên cứu di truyền của Đại học Di truyền học Basque Country, Physical Anthropology và Animal khoa Sinh lý học vào các di truyền khác nhau giữa bốn con ngựa giống bản địa ở xứ Basque đã xem xét mối quan hệ của họ với con ngựa khác. Dựa trên các xét nghiệm microsatellite, của bốn giống ngựa Basque, các Pottok và Basque Mountain Horse, về mặt di truyền xa nhất từ các giống khác.
Các xét nghiệm của ty lạp thể DNA tiết lộ Pottoks có nhiều khả năng để lai tạo với các ngựa núi xứ Basque. Mặc dù một số dấu hiệu di truyền của giống ngựa châu Âu khác đã được tìm thấy. Thật thú vị, một điểm đánh dấu trước đó chỉ được tìm thấy ở một số giống của Anh cũng đã được tìm thấy trong Pottoks. 

## Phân bố

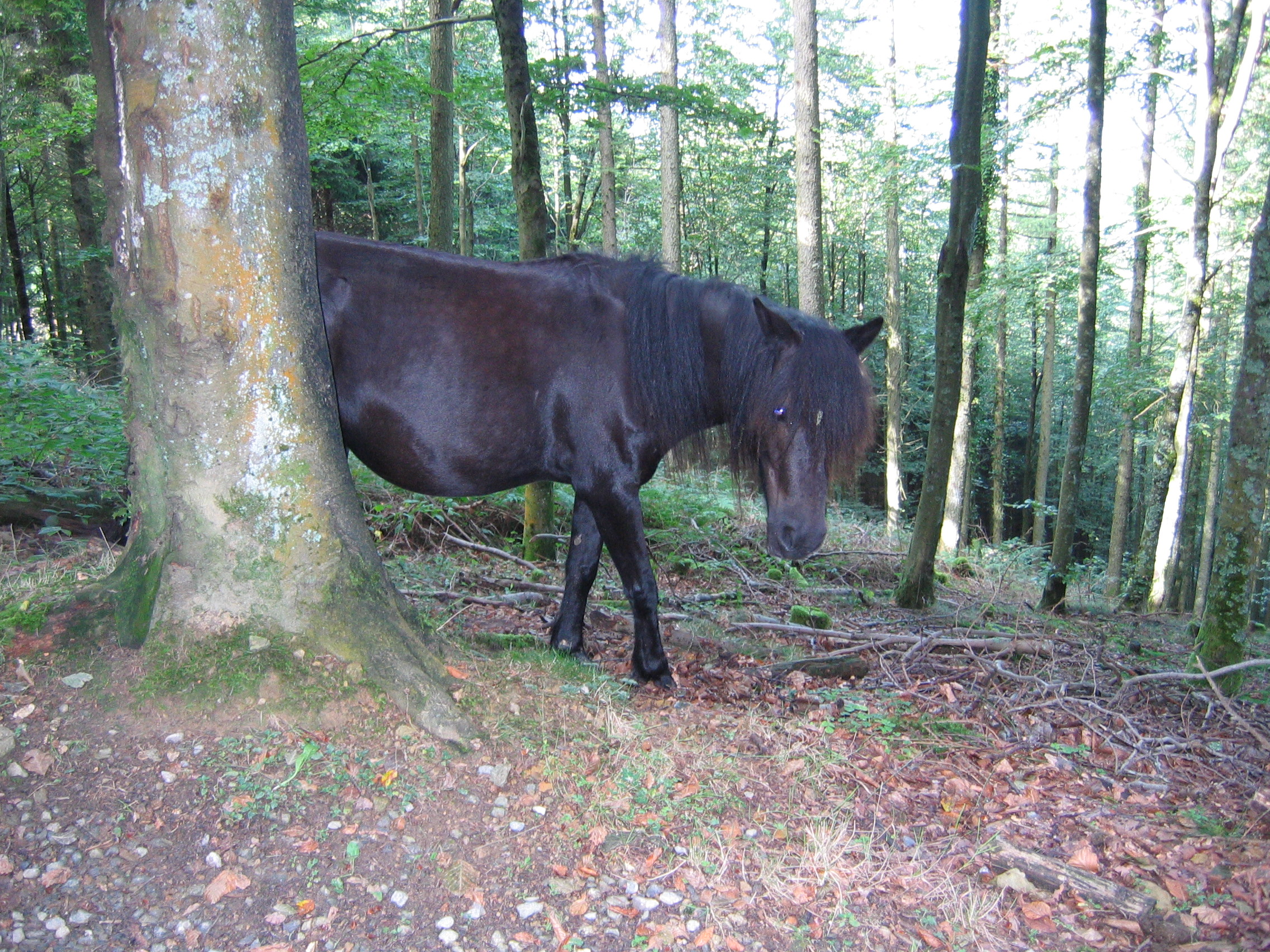
Ngựa hoang Pottokak

Phạm vi truyền thống của nó kéo dài về phía tây xa như Biscayan Encartaciones và phía đông khoảng như xa như khu vực Saint-Jean-le-Vieux.Một cuộc điều tra được tiến hành vào năm 1970 cho thấy khoảng 3.500 Pottoks thuần phía bắc của dãy núi Pyrenees và khoảng 2.000 con giống phía nam, giảm đáng kể từ các quần thể di tích lịch sử.
Cạnh tranh với cừu và gần đây hơn là lâm nghiệp thương mại cũng đã làm giảm vi phạm về môi trường sống tự nhiên của Pottok. Các môi trường sống cốt lõi truyền thống là những dãy núi của Labourd và Navarre từ khoảng 1.500m trở lên, thường trên đất và đá vôi hình thành axit nghèo. Nhìn chung đây là giống ngựa thích nghi tốt với khí hậu cằn cỗi, núi đá

## Đặc điểm
Chúng cao 1,15-1,47 mét và cân nặng từ 300 đến 350 kg (661-772 lb). Nó có một đầu lớn, đầu vuông, tai nhỏ, cổ ngắn và dài trở lại với đôi chân ngắn nhưng mỏng và nhỏ, móng guốc mạnh mẽ. Pottok bán hoang dã có xu hướng nhút nhát và sống trong đàn lãnh thổ nhỏ hoặc hậu cung có số lượng từ 10-30 ngựa cái. Chúng có thể dự đoán các điều kiện thời tiết, di chuyển vào các thung lũng với dự đoán thời tiết xấu. Trong suốt mùa thu, đàn tan vỡ thành các nhóm nhỏ hơn từ 5-10 ngựa và tái thống nhất vào mùa xuân. Ngựa con trưởng thành nhanh chóng, thường giao phối vào lúc 3 tuổi và sinh con ở tuổi 4, đó cũng là độ tuổi trưởng thành cho con đực. Ngựa con, giống như những giống khác, được sinh ra sau 11 tháng trong mùa xuân / đầu mùa hè và được cai sữa sau 6-7 tháng. 

## Bảo tồn
Số Pottok đã bị suy giảm nghiêm trọng do mất môi trường sống và lai tạo. Trong thế kỷ 20, Những con Pottoks nhiều màu sắc được phối giống, đặc biệt là sử dụng xiếc. Ngựa Stockier cho công việc nông nghiệp được nhân giống bằng lai tạo giống với ngựa kéo, cũng thường có một lượng lớn các màu lông. Chúng cũng đã được phối giống với ngựa Iberian, ngựa Ả Rập và ngựa Welsh sau. Lai tạo này đã để lại có lẽ không nhiều hơn 150 ngựa thuần chủng phía bắc của dãy núi Pyrenees.
Thích ứng với cuộc sống núi non và màu sắc làm cho chúng lý tưởng cho việc sử dụng bởi những kẻ buôn lậu trong thời gian trước đây. Từ thế kỷ 16 trở đi, chúng đã trở thành phổ biến như ngựa xiếc nhưng cũng như ngựa pit ở Pháp và Anh. Ngày nay, chúng là nhu cầu là ngựa của trẻ em vì chúng thích nghi tốt với thuần. 
Các nỗ lực đang được thực hiện để đảm bảo sự tồn tại tiếp tục của Pottoks thuần chủng.
Pottok là giống đầu tiên giống ngựa Basque để được bao gồm trong danh sách các giống bản địa Basque đòi hỏi những nỗ lực bảo tồn trong tháng 6 năm 1995, trạng thái của nó được phân loại là nguy cơ tuyệt chủng, trong dãy Aralar đã được thiết lập để bảo vệ các con ngựa và môi trường của nó. Có rất nhiều cuộc tranh luận về cách tốt nhất để tăng số - cho dù chỉ tập trung vào các giống thuần hoặc để sử dụng lai tạo chọn lọc để xây dựng số lượng lớn của ngựa Pottok giống.